# 슬라임을 잡으면서 300년, 모르는 사이에 레벨 MAX가 되었습니다
슬라임을 잡으면서 300년, 모르는 사이에 레벨 MAX가 되었습니다(スライム倒して300年、知らないうちにレベルＭＡＸになってました)는 모리타 키세츠(작가), 베니오(일러스트)가 원작한 일본의 라이트 노벨 소설 작품이다. 「소설가가 되자」에서 2016년 6월 23일부터 웹 소설로 발간. 2017년 1월부터 GA 문고(소프트뱅크 크리에이티브)에서 간행.

## 줄거리
현대 일본에서 가혹한 사축 생활 중 과로사한 아이자와 아즈사는 일만하다 죽은 인생이 불쌍하다며 "내세에서는 원하는 대로 할 수 있는 힘을 줄게요. 뭘 원하나요?"라는 천사의 질문에 "불로불사!"라고 대답한다.
다른 힘을 주겠다는 제안에도 그저 "소금 등 필수품은 필요하니 마을과 그리 멀지 않지만 한적한 산골에서 느긋하게 자급자족하며 살고 싶다"라는 소원을 바란 아즈사는 원하던 대로 불로불사의 17살 마녀의 몸으로 전생해 이세계 생활을 보내게 된다.
직업 관련 스킬 덕에 소소한 약을 만들어 인근 마을의 사람들과 교류도 하지만 기본은 언덕에 위치한 집에서 느긋한 자급자족 생활을 보내며 가끔 몸을 움직이고 싶을 때는 최약 몬스터인 슬라임을 퇴치하며 보내길 300년. 별로 대단치 않은 일에서 그녀의 스테이터스가 알려지게 된 후 원치 않는 방문객들이 끊이지 않게 되는데...